# Ellens dritter Gesang

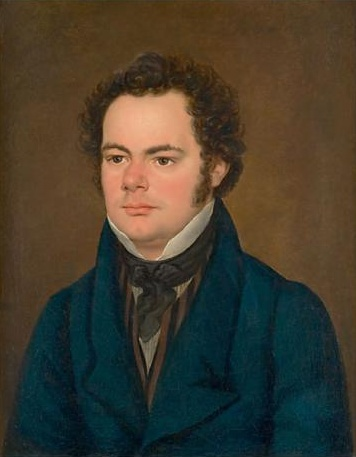
Franz Schubert

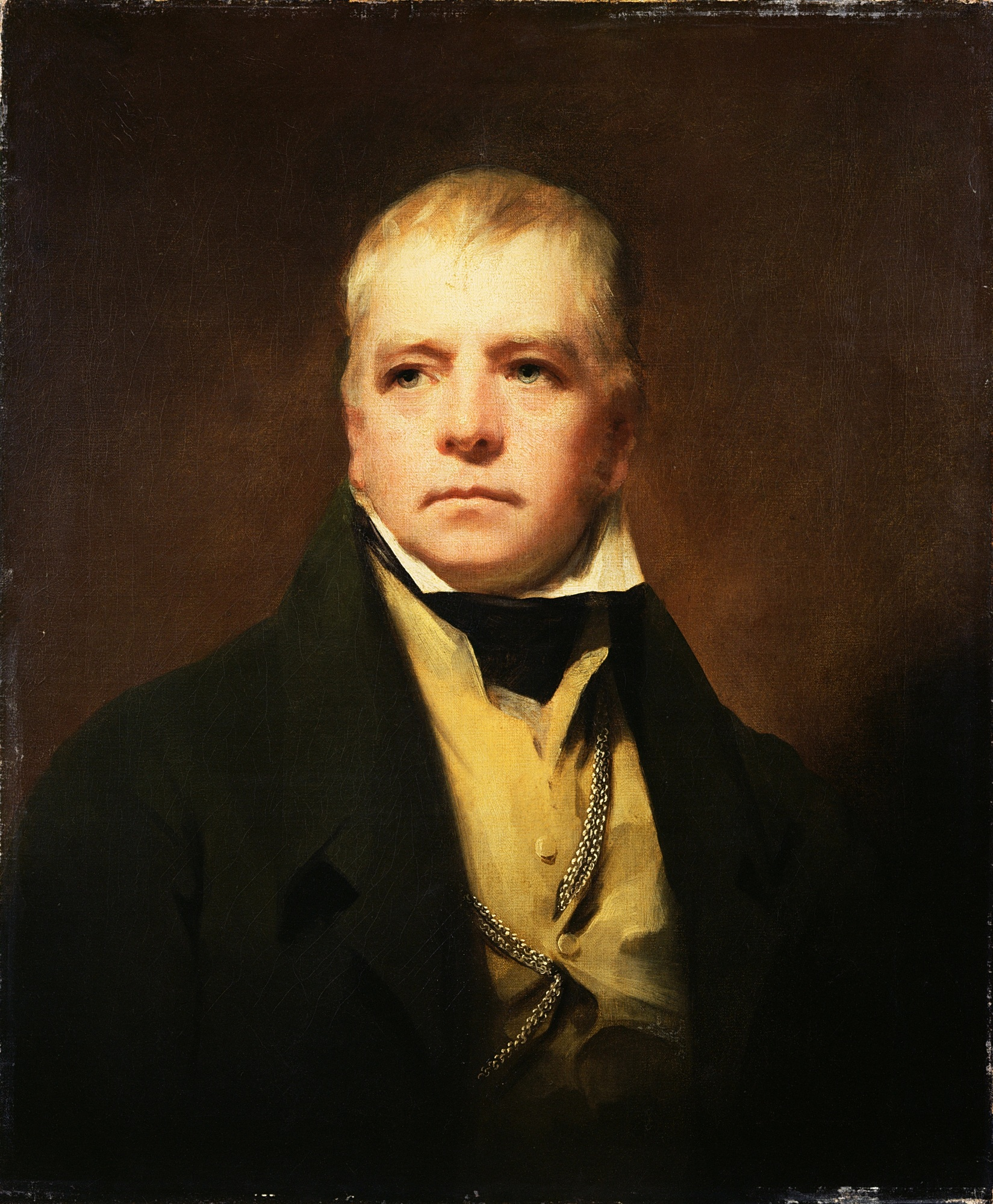
Walter Scott

Pour les articles homonymes, voir Ave Maria et Ave Maria de Schubert.
Ellens dritter Gesang (Ellens Gesang III, Hymne an die Jungfrau, D839, op. 52 no 6, 1825), littéralement le « Troisième chant d'Ellen » (Hymne à la Vierge), est une des compositions les plus populaires de Franz Schubert. Composée en 1825, elle est aujourd'hui mondialement connue sous le nom d'« Ave Maria de Schubert ».

## DeLa Dame du Lacà l'Ave Maria
Ce morceau est en fait une adaptation tirée de La Dame du lac, un chant poétique de Walter Scott, publié en 1810. Dans ce poème, le personnage d'Ellen Douglas, la dame du lac, s'est enfuie avec son père. Ils se cachent dans une grotte (la grotte de Goblin) afin d'éviter d'attirer la vengeance du roi sur leur hôte, Roderick Dhu, le chef du clan alpin, qui les a protégés depuis que le roi a ordonné leur exil. Ellen adresse une prière à la Vierge Marie, lui demandant son aide. Roderick Dhu, qui se trouve plus haut dans la montagne en train d'exhorter sa tribu au combat, n'entend pas le chant d'Ellen.
Les premiers mots et le refrain du chant d'Ellen, « Ave Maria », ont très probablement amené l'idée d'adapter la mélodie de Schubert à la prière traditionnelle de l'Église catholique romaine. Ce lied est aujourd'hui couramment chanté sur ce texte, même s'il ne s'agit donc pas de la destination envisagée à l'origine par le compositeur.

## Positionnement dans le cycle
En 1825, Schubert compose un cycle de sept lieder à partir de La Dame du Lac. Ils furent publiés en 1826 comme son opus 52. Ces morceaux ne sont pas prévus pour un seul chanteur. Les trois chants d'Ellen sont des chants pour une voix de femme accompagnée d'un piano tandis que les chants pour Norman et le comte de Douglas étaient prévus pour le baryton Johann Michael Vogl. Les deux chants restants sont des duos mixtes.
L'adaptation allemande des paroles originales a été effectuée par Adam Storck.
1. Ellens Gesang I D 837, « Raste Krieger, Krieg ist aus »
2. Ellens Gesang II D 838, « Jäger, ruhe von der Jagd »
3. Bootgesang D 835, « Triumph, er naht »
4. Coronach  D 836, « Er ist uns geschieden »
5. Normans Gesang D 846, « Die Nacht bricht bald herein »
6. Ellens Gesang III  D 839, « Ave Maria ! Jungfrau mild ! »
7. Lied des gefangenen Jägers D 843, « Mein Roß so müd »

## Paroles en allemand (adaptées par Storck)
Ave Maria ! Jungfrau mild, 

Erhöre einer Jungfrau Flehen, 

Aus diesem Felsen starr und wild 

Soll mein Gebet zu dir hinwehen. 

Wir schlafen sicher bis zum Morgen, 

Ob Menschen noch so grausam sind. 

O Jungfrau, sieh der Jungfrau Sorgen, 

O Mutter, hör ein bittend Kind ! 

Ave Maria !
Ave Maria ! Unbefleckt !

Wenn wir auf diesen Fels hinsinken

Zum Schlaf, und uns dein Schutz bedeckt

Wird weich der harte Fels uns dünken.

Du lächelst, Rosendüfte wehen

In dieser dumpfen Felsenkluft,

O Mutter, höre Kindes Flehen,

O Jungfrau, eine Jungfrau ruft !

Ave Maria !
Ave Maria ! Reine Magd !

Der Erde und der Luft Dämonen,

Von deines Auges Huld verjagt,

Sie können hier nicht bei uns wohnen,

Wir woll'n uns still dem Schicksal beugen,

Da uns dein heil'ger Trost anweht;

Der Jungfrau wolle hold dich neigen,

Dem Kind, das für den Vater fleht.

Ave Maria !

## Paroles traduites en français
Ave Maria ! Douce vierge,

Écoute la prière d'une jeune femme,

De ce rocher immobile et sauvage

Ma prière doit être emportée vers toi.

Nous dormons en sûreté jusqu'au matin,

Même si des hommes sont encore si cruels.

Ô vierge, vois le chagrin d'une jeune femme,

Ô mère, entends un enfant suppliant !

Ave Maria !
Ave Maria ! Immaculée !

Quand nous nous affaissons sur ce rocher

Jusqu'à dormir, et que ta protection nous couvre,

Ce rocher dur nous apparaîtra doux.

Tu souris, des relents de rose flottent

Dans cette étouffante crevasse rocheuse,

Ô mère, écoute les supplications d'un enfant,

Ô vierge, une jeune femme appelle !

Ave Maria !
Ave Maria ! Vierge pure !

Les démons de la terre et de l'air,

Sont chassés de la grâce de tes yeux,

Ils ne peuvent ici habiter avec nous,

Nous voulons nous plier calmement au destin,

Là où ton réconfort sacré nous effleure;

La vierge veut incliner gracieusement devant toi,

L'enfant, qui prie pour le père.

Ave Maria !

## Influences / Interprétation
- 1940 : l'air termine la sixième et dernière section du dessin animé Fantasia.
- 1966 : la chanson Ave Maria est interprétée par Joan Baez (album Noël).
- 1998 : l'air est interprété par Céline Dion pour son album These Are Special Times.
- 2000 : l'air est interprété par Glenn Hughes (Black Country Communion ; ex Deep Purple, Black Sabbath, ...) et inclus dans son album ''A Soulful Christmas''. Cette version met en avant le jeu de respiration vocal tout en nuance et suavité.
- 2002 : Ave Maria est une chanson du chanteur russe Vitas extraite de l'album Smile !
- 2002 : l'air est interprété en live par Alicia Keys lors du festival de Sanremo.
- 2002 : elle est le premier single de David Bisbal, qui a propulsé sa carrière. La chanson fait partie de l'album Corazon latino.
- 2006 : l'air est repris par Jesper Kyd pour illustrer musicalement le menu du jeu vidéo Hitman: Blood Money.
- 2006 : la chanson Ave Maria est reprise par Tarja Turunen dans son premier album solo Henkäys Ikuisuudesta.
- 2007 : l'air est repris dans le film Hitman, adaptation cinématographique de ce même jeu réalisée par Xavier Gens (avec Timothy Oliphant pour acteur principal).
- 2007 : l'Ave Maria est présente dans le film 200 pounds of beauty par Kim ah Joong (Korean)
- 2008 : l'air est interprété par Mylène Farmer (chanson cachée album Point de Suture).
- 2008 : la chanson Ave Maria est interprétée par Beyoncé (album I Am... Sasha Fierce).
- 2008 : la chanson Ave Maria est interprétée par KOKIA.
- 2008 : la chanson Ave Maria est interprétée par Louis-Alexander du groupe Vox Angeli, dans l'album du même nom.
- 2009 : la chanson Ave Maria est du groupe japonais de visual kei MUCC (album Kyutai).
- 2010 : l'air est interprété par Nina Hagen (concert à la Cité de la musique le 17 septembre)
- 2011 : la chanson Ave Maria est interprétée par Jackie Evancho (album Prelude to a Dream).
- 2014 : l'air est joué dans tous les niveaux où l'agent 47 est en présence de la cible qu'il est chargé d'assassiner dans le jeu Hitman Go.
- 2017 : l'Ave Maria est interprété par Julie Fuchs au cours de l'hommage populaire, à la mort de Johnny Hallyday.
- 2018 : la chanson Ave Maria est interprétée dans une version black metal parodique par Opium du peuple dans leur album 7 Salopards[1]
- 2018 : l'Ave Maria est présente dans le jeu Hitman 2. Elle est jouée seulement si le joueur choisit de participer à des funérailles pour atteindre sa cible, en clin d'œil à l'opus Blood Money.
- 2022 : l'air est chanté à faible voix dans la chanson Ne plus renaître de Mylène Farmer, issu de son album L'emprise.

Aux côtés de l'Ave Maria de Bach/Gounod et d'Offenbach, l'Ave Maria de Schubert est devenu un élément régulier des funérailles, des messes de mariage et des quinceañeras.